# Tage Samuelson
Tage Ingvar Samuelson, född 21 januari 1924 i Flo socken i Skaraborgs län, död 9 september 2006 i Mölnlycke, var en svensk målare.
Han var son till rättaren Otto Vilhelm Samuelsson och hans hustru Elin Matilda Flod och från 1950 gift med Sara Ingbritt Carola Andersson, dotter till köpmannen Einar Andersson och hans hustru Karin Florén. Samuelson studerade måleri vid Hovedskous målarskola 1950 och bildhuggeri vid Slöjdföreningens skola i Göteborg 1951. Han medverkade i Decemberutställningarna på Göteborgs konsthall. Hans konst består av ett nonfigurativt måleri i olja eller pastell.